# Karl Wilhelm Krüger
Karl Wilhelm Krüger (født 28. september 1796 i Gross-Nossin i Pommern, død 2. maj 1874 i Weinheim) var en tysk filolog. 
Efter at have deltaget i frihedskampene 1813—15 studerede han klassisk filologi i Halle og beklædte derefter flere skoleembeder; 1827—38 var han professor ved Joachimsthalsche Gymnasium i Berlin. Han har udgivet adskillige græske forfattere med latinsk eller tysk kommentar, således Dionysios' Historiographica (1823), Xenofons Anabasis (latinsk udgave 1826, tysk udgave 1830 og oftere), Arrians Anabasis (latinsk udgave 1835—48, tysk udgave 1851), Thukydid (1846—47) og Herodot (1855—56). Kommentarerne udmærker sig ved deres knaphed og nøjagtighed, især i grammatisk henseende. Hans mest fortjenstfulde værk er Griechische Sprachlehre, som udkom i 4 dele 1843—55 (ny udgave ved Wilhelm Pökel, 1890—93). Krüger havde megen modstand at kæmpe med, til dels på grund af sin udprægede politiske liberalisme. Han skrev også Geschichte der englischen Revolution (1850).